# جيمس دبليو. سي. بنينغتون
جيمس ويليام تشارلز بنينغتون (بالإنجليزية: James W.C. Pennington) (حوالي 1807-22 أكتوبر 1870)، كان خطيبًا وقسيسًا وكاتبًا وإبطاليًا أمريكي من أصل أفريقي نشط في بروكلين في نيويورك. هرب في التاسعة عشرة من عمره من العبودية في ولاية ماريلاند الغربية ووصل إلى نيويورك. قُبِل في جامعة ييل كأول طالب أسود بعد العمل في بروكلين وتلقيه بعض التعليم. أكمل الدراسات وأصبح كاهنًا في الكنيسة الأبرشانية، وعمل لاحقًا أيضًا في الكنائس المشيخية للأبرشانيين في هارتفورد بولاية كونيتيكت ونيويورك. خدم الأبرشانيون في ناتشيز بولاية ميسيسيبي، وبورتلاند بولاية مين، وجاكسونفيل بولاية فلوريدا بعد الحرب الأهلية.
كان بنينغتون مناصرًا لإلغاء العبودية في فترة ما قبل الحرب الأهلية، وأحد المندوبين الأمريكيين في المؤتمر العالمي الثاني حول الرق في لندن. تصادف وجوده في اسكتلندا في عام 1850 مع إصدار الكونغرس الأمريكي قانون الرقيق الهارب. بقي بنينغتون في الجزر البريطانية بسبب زيادة الخطر على العبيد الهاربين في الشمال، وذلك بينما عمل بعض الأصدقاء على شراء حريته من سيده السابق ثم من ممتلكاته. جمع بنينغتون الأموال لحركة الإلغاء في دائرة المحاضرات العامة في إنجلترا.
كتب بنينغتون ونشر ما يُعتبر أول كتاب تاريخي للسود في الولايات المتحدة بعنوان أصل وتاريخ الملونين (1841). نُشِرت مذكراته بعنوان الحداد الهارب لأول مرة في عام 1849 في لندن.

## النشأة والتعليم
وُلد جيمس للعبودية في عام 1807 في مزرعة تيلمان على الشاطئ الشرقي لماريلاند. مُنِح في الرابعة من عمره ووالدته إلى فريسبي تيلمان، نجل سيدهما، بمثابة هدية زفافه. نقلهم تيلمان الأصغر إلى مزرعته الجديدة التي عُرِفت باسم روكلاند، بالقرب من هاجرستاون في غرب ماريلاند. تلقى جيمس التدريب هناك في النجارة والحدادة. هرب من المزرعة في 28 أكتوبر عام 1827 في سن التاسعة عشرة، وترك وراءه والديه وأحد عشر شقيقًا.
وصل جيمس إلى مقاطعة آدمز في بنسلفانيا بعد سلسلة من المغامرات السيئة، وأخذه الكويكريين ويليام وفيبي رايت. كانا سعيدان لمساعدة الهارب من العبودية، وبدأ كلاهما في تعليمه القراءة والكتابة ودفع أجور له مقابل عمله. حصل جيمس على الاسم الأوسط «ويليام» من صاحبه، واللقب «بنينغتون» من إسحاق بنينغتون، وهو رجل إنجليزي كان بارزًا في تاريخ الكويكرز.

## الحرب الأهلية وما بعدها
عُرِف بنينغتون بأنه من دعاة السلام، ولكنه ساعد في تجنيد القوات السوداء لصالح جيش الاتحاد خلال الحرب الأهلية الأمريكية (1861-1865). استلم منصب قسيس في ناتشيز بولاية ميسيسيبي لفترة قصيرة عند انتهاء الحرب. استُدعي بعد ذلك إلى بورتلاند في مين حيث خدم لمدة ثلاث سنوات.
عاد إلى الجنوب في أوائل عام 1870 حيث عُيِّن من قبل الكنيسة المشيخية للخدمة في فلوريدا. نظم تجمعًا أبرشانيًا أمريكيًا من أصل أفريقي في جاكسونفيل. توفي هناك في 22 أكتوبر عام 1870 بعد مواجهة قصيرة مع المرض.

## الإرث والأوسمة
منحت جامعة هايدلبرغ بنينغتون درجة دكتوراه فخرية في اللاهوت في عام 1849. أنشأت الجامعة جائزة جيمس دبليو. سي. بنينغتون تكريمًا له. تُقدّم هذه الجائزة للعلماء الذين قدموا عملًا مميزًا في مواضيع مهمة لبنينغتون. كان الحائز الأول ألبرت جوردي رابوتو، وذلك بالإضافة إلى كل من إيفلين بروكس هيغينبوثام، ولوري مافلي كيب وويليام إل. أندروز.

## الأعمال
- يُعتبر كتاب أصل وتاريخ الملونين (1841) أول كتاب يجسد تاريخ الأمريكيين من أصل أفريقي. تحدى بنينغتون بشكل مباشر التصريحات التي نشرها الرئيس السابق توماس جيفرسون بشأن «دونية» السود.[5]
- نُشر كتاب المذكرات «الحداد الهارب» (1849)، الذي يتحدث عن قصص الرقيق لأول مرة في لندن.[5]

## وصلات خارجية
- مؤلفات جيمس دبليو. سي. بنينغتون في مشروع غوتنبرغ
- أعمال أو نبذة عن جيمس دبليو. سي. بنينغتون على أرشيف الإنترنت